# Rosis
Rosis (okzitanisch: Ròsis) ist eine französische Gemeinde mit 271 Einwohnern (Stand: 1. Januar 2022) im Département Hérault in der Region Okzitanien. Sie gehört zum Arrondissement Béziers und ist Mitglied im Gemeindeverband Communauté de communes du Haut-Languedoc. Die Bewohner werden Rosisois und Rosisoises genannt.

## Geographie
Die Gemeinde Rosis liegt etwa 35 Kilometer nordnordwestlich von Béziers am Fluss Mare im Gebirgsmassiv der Monts de l’Espinouse. Umgeben wird Rosis von den Nachbargemeinden Castanet-le-Haut im Nordwesten und Norden, Saint-Geniès-de-Varensal im Nordosten, Saint-Gervais-sur-Mare im Nordosten und Osten, Taussac-la-Billière im Osten, Combes im Südosten, Colombières-sur-Orb und Saint-Martin-de-l’Arçon im Süden, Mons im Südwesten sowie Cambon-et-Salvergues im Westen. Das Gemeindegebiet von Rosis ist Teil des Regionalen Naturparks Haut-Languedoc.

## Bevölkerungsentwicklung
| Jahr                       | 1962 | 1968 | 1975 | 1982 | 1990 | 1999 | 2006 | 2013 | 2020 |
| Einwohner                  | 425  | 343  | 269  | 244  | 257  | 261  | 294  | 304  | 269  |
| Quellen: Cassini und INSEE |      |      |      |      |      |      |      |      |      |

## Sehenswürdigkeiten

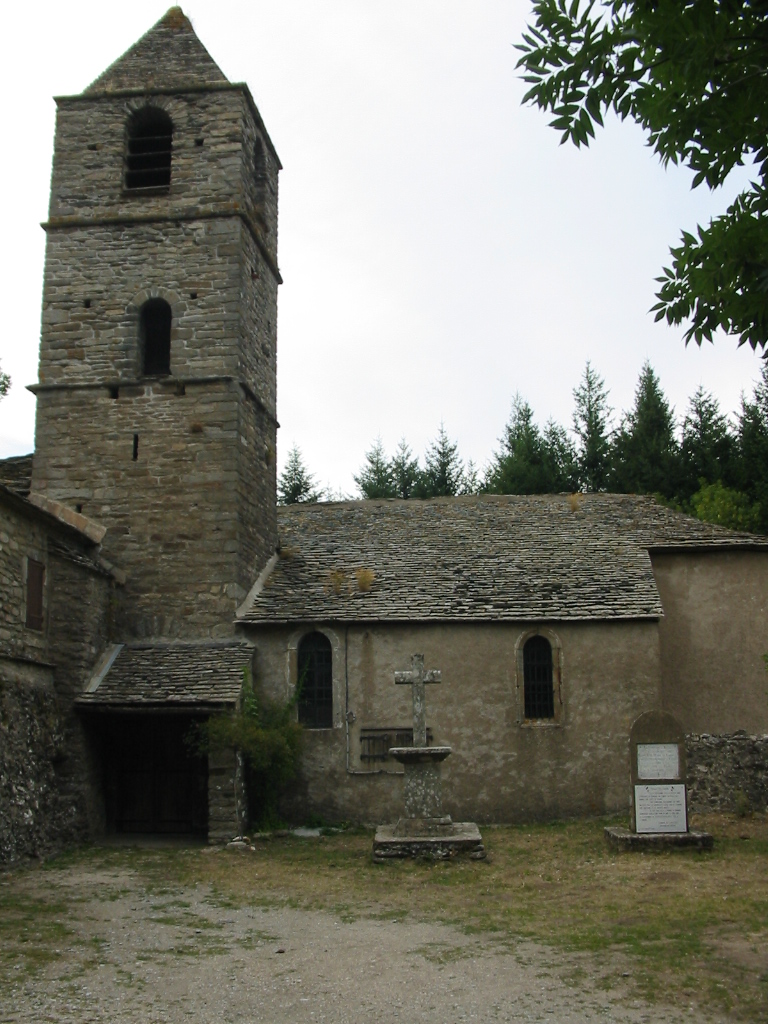
Kirche Notre-Dame

- Kirche Notre-Dame
- Schloss Rosis
- Wassermühle Lafage
- Brücke von Andabre